# Csővári 2. sz. barlang
A Csővári 2. sz. barlang a Duna–Ipoly Nemzeti Parkban lévő Cserhát hegységben található egyik barlang.

## Leírás
A barlangnak Csővár külterületén, a Vár-hegy D-i, meredek oldalán van a bejárata. A Csővári 2. sz. barlangnak a Csővári 1. sz. barlangtól K-re kb. 50 m-re, kb. 10 m-rel lejjebb, sasbércszerű letörés alján helyezkednek el a bejáratai.
A Csővári 2. sz. barlang üregei tektonikus hatások miatt lépcsőzetesen lezökkent, D–DK-re kb. 40°-kal dőlő mészkő konglomerátumban keletkeztek. Az alsó két bejáraton keresztül elérhető üregek kis aknával össze vannak kötve. A harmadik (legfelső) bejárat törmelékkel teljesen kitöltött járata minden bizonnyal a középső bejárat üregéhez vezet. Ezekben az üregekben nagyon oldottak a falak, de kevés gömbfülke figyelhető meg bennük. A falakon nincs cseppkőkéreg, vagy borsókő bekérgeződés. A mennyezetről levált kőzetdarabok és kis mennyiségű agyag alkotja az üregek alját.
1984-ben volt először Csővári 2. sz. barlangnak nevezve a barlang az irodalmában. Előfordul irodalmában Csővár 2. sz. barlang (Kordos 1978) és Csővári II. barlang (Bertalan 1976) neveken is.

## Kutatástörténet
Az 1957. évi Karszt- és Barlangkutatási Tájékoztatóban az olvasható, hogy a Budapesti Vörös Meteor SK barlangkutatói két éve vizsgálták át először a Cserhát hegységben található Csővár településtől ÉNy-ra lévő Vár-hegyet. Azóta többször jártak ott a csoport tagjai és alaposan bejárták az egész hegycsoportot. Ekkor felfedeztek két barlangot, melyeket 1958. január 5-én felmértek. A Vár-hegy kőzeteit hévforrások járták át, melynek következtében a hegy meredek DK-i oldalában két kis barlang jött létre. Úgy tűnik, hogy mindkét barlang hévforrás eredetű. Emellett szól a limonitos elszíneződés, a kőzet erős porlódása, illetve az egyik kőzethasadékban talált és fluoritnak látszó lila kristályképződmény, amelynek folyamatban van alapos vizsgálata.
A Csővári 1. sz. barlangtól K-re 50 m-re, sziklafal aljában van a bejárata a Csővári 2. sz. barlangnak. A Csővári 2. sz. barlang szaruköves dolomitos mészkő réteglapjai mentén létrejött lapos és széles üreg. A kőzet erős porlódása feltűnő a 23 m hosszú barlangban. A réteglapok összezárulnak a végén, ezért nem sok eredménye lenne további bontó munkának. Az 1958. évi Természetjárásban meg van említve, hogy a Budapesti Vörös Meteor természetjárói elhatározták, hogy feltárják Csővár vidékének barlangjait. Az 1969. évi Hidrológiai Közlönyben közölve lett, hogy 1957-ben Dénes György és Szentes György ismertették a csővári Vár-hegy hévforrásos eredetű barlangjait.
Az 1970-ben kiadott Cserhát hegység turistakalauzban szó van arról, hogy a Cserhát hegység közepén felszínre bukkanó mészkőrögök közül a Csővári-rögcsoportban is vannak karsztjelenségek, pl. a Csővári 2. sz. barlang. A rögcsoport legjellegzetesebb pontján, a zöld jelzésű úton elérhető, romokkal koronázott csővári Vár-hegy meredek D-i oldalában két kis barlang van. A csővári Vár-hegy másik barlangja, a Csővári 2. sz. barlang a Csővári 1. sz. barlangtól K-re 50 m-re, a sziklafal aljából nyílik. Szaruköves, dolomitos mészkő réteglapjai mentén keletkezett lapos, széles üreg, amelyben látható a kőzet erős porlódása. Végén összezárulnak a réteglapok.
Az 1976-ban befejezett és Bertalan Károly által írt kéziratban az van írva, hogy a Cserhát hegységben, Csőváron, a Vár-hegyen helyezkedik el a Csővári II. barlang. A Vár-hegy D-i oldalán, a vár alatti sziklafal tövében van a barlang bejárata. Bejárata réteglap mentén nyílik, a Csővári 1. sz. barlangtól K-re kb. 50 m-re. A hévizes eredetű barlang 23 m hosszú. A kézirat barlangot ismertető része 1 publikáció alapján lett írva. 1978. május 28-án Havas Péter és Szablyár Péter felmérték az 5222-es számú barlangkataszteri területen lévő barlangot. A felmérés alapján Szablyár Péter szerkesztett alaprajz térképet 3 keresztmetszettel.
Az 1978. évi MKBT Beszámoló szerint a Csővári-rögben kevés barlang van, amelyek kis méretűek. Ezért a rög barlangkutatók által alig kutatott vidék. A 2. világháború után Szentes György írta le röviden a barlangokat. A Szabó József Barlangkutató Csoport többször végzett terepbejárást a területen, amelyek során a csoport tagjai megfigyeléseket végeztek a Vár-hegy barlangjaiban és felmérték azokat. A pleisztocén forrástevékenységkor a vízvezető törések mentén feltörő meleg, majd langyos karsztforrások dolomitporlódást és kőzetbontást okoztak, valamint kalcittelérek, édesvízi mészkő és gömbfülkés barlangjáratok jöttek létre. A fiatal posztpannóniai mozgásokkor az egész terület a jelenlegi magasságára emelkedett, a kiemelt részeken megszűnt a hévforrások tevékenysége, folytatódott a lepusztulás és a karsztosodás.
A barlang alsó és felső járatát összekötő szakasz felső szintjéről lett gyűjtve a 39. számú kitöltésminta. A minta világos sárgásbarna, sok szerves maradványt tartalmazó agyag, amelyben maximum 15 mm-es kőzetdarabok vannak. A kitöltések felső rétegében talált néhány recens csontmaradványt Kordos László határozta meg. Az iszapolási maradékban néhány kisemlős csontmaradvány és kisemlős fog volt. 1978. december 10-én de. 10 és 11 óra között a barlang középső és alsó szintjét összekötő járat felső pereménél 3,7 °C volt a hőmérséklet.

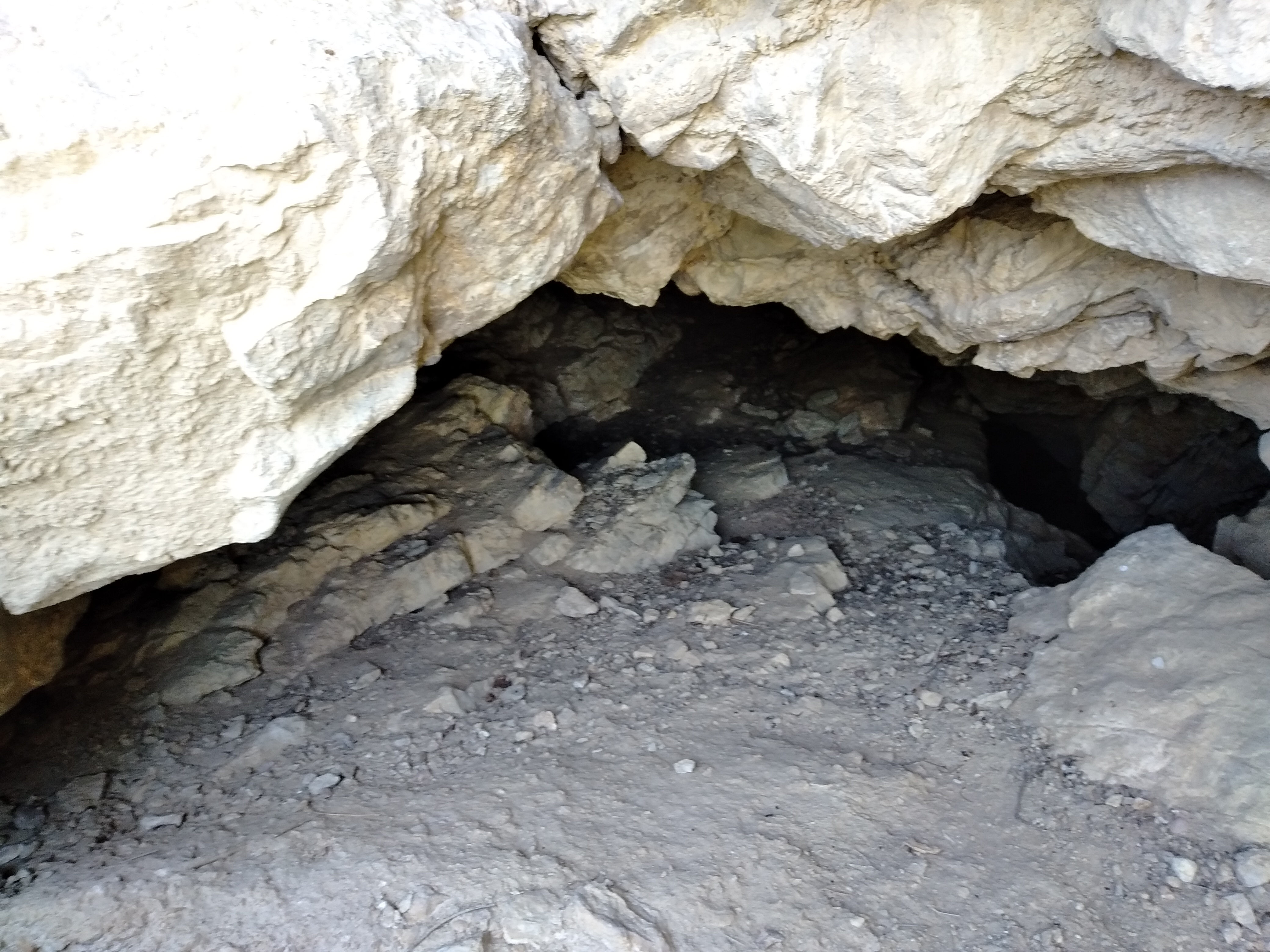
A Csővári 2. sz. barlang egyik bejárata

A csoport tagjainak feltételezése szerint Csővár a környéken elhelyezkedő üregek, barlangok miatt kapta nevét. A csővári barlangok a történelem előtti időben nyitva voltak. Mivel a történelemben legszívesebben a terület jellegzetes tereptárgyairól nevezték el a helyneveket, ez a település is a barlangok miatt kapta nevét. A jelentésben látható a csővári barlangok földrajzi elhelyezkedését bemutató helyszínrajz és a csővári Vár-hegy földtani metszetét bemutató rajz, amelyen megfigyelhető a Csővári 2. sz. barlang elhelyezkedése a Vár-hegyen. A kiadványban publikálva lett az 1978-ban készült térkép. Az alaprajz térképen jelölve van a mintavételi hely.
Az 1978. évi MKBT Beszámolóban kiadott összeállításban az olvasható, hogy a Cserhát hegységben lévő Csővár 2. sz. barlang alsó bejáratánál 1978. május 27-én Szablyár Péter borz (Meles meles) és mezei nyúl (Lepus europaeus) csontokat gyűjtött. Az 1979. évi Turista Magazinban meg van említve, hogy a cserháti Vár-hegy meredek D-i oldalán van két barlang. Az 1984-ben megjelent Magyarország barlangjai című könyv országos barlanglistájában szerepel a Börzsöny–Cserhát–Karancs barlangjai között a barlang Csővári 2. sz. barlang néven. A listához kapcsolódóan látható a Magyarország barlangjainak földrajzi elhelyezkedését áttekintő térképen a barlang földrajzi elhelyezkedése. 1989-ben az Acheron Barlangkutató Szakosztály tagjai, Balázs László, Galambos A., Nagy Veronika és Nyerges Miklós mérték fel a barlangot. A felmérés alapján Nyerges Miklós szerkesztett 1:50 méretarányú alaprajz térképet 3 keresztmetszettel.
A szakosztály 1989. évi évkönyvében szó van arról, hogy a szakosztály tagjai 1989-ben felmérték a Csővári-rög két barlangját, a Csővári 1. sz. barlangot és a Csővári 2. sz. barlangot, amelyek az 1950-es évek elején le lettek írva. A Vár-hegy két barlangjának vázlatos felmérését a Szabó József Barlangkutató Csoport 1978-ban végezte el. A Szabó József Barlangkutató Csoport által készített és a szakosztály által készített térképeket összehasonlítva a felmérési pontatlanságon kívül is vannak eltérések, amelyekből arra lehet következtetni, hogy mindkét barlang K-i végpontján bontás, bontási kísérlet történt. Írásban sehol sincs nyoma ezeknek a kutatásoknak, amelyek nem voltak eredményesek.
Az ismeretlen kutatók munkája miatt a Csővári 2. sz. barlang 2–3 m-rel hosszabb lett. Ennek a barlangnak az É-i végpontján lévő, a kőzetdőlésnek megfelelő járat végén kb. 1,5 m-ig tovább lehet látni és a felméréskor érezhető volt nagyon erős kifelé áramló huzat. A barlang korábban ismertetve lett, ezért a kéziratban nincs leírva. Sok szemét van a poligon mentén mérve 16,3 m hosszú barlangban. Az 1991. évi Földrajzi Közleményekben meg van említve, hogy a Nyugati-Cserhátban lévő Csővári-hegybe néhány kisebb sziklaodú mélyül.